# بيرندت آريل
بيرندت آريل أو بيرندت بوري تريفون آريل بالسويدية (Berndt Börje Trifon Arell) ولد في 26 كانون الأول سنة 1959 في إيكنيس Ekenäs, فنلندي سويدي شغل منصب المدير للعديد من المتاحف الفنية.
درس آريل في جامعة اوبو أكاديمي Åbo Akademi وحصل على درجة الماجستير في الآداب، وعمل في العديد من المتاحف منها متحف إيكيناس Ekenäs museum و متحف أوستربوتنس Österbottens museum و متحف اوبو للفنون Åbo Konstmuseum و مركز الفنون الاسكندنافي في سفيابوري بالإضافة إلى أنه كان أول مدير لمتحف اكفاريل الاسكندنافي Nordiska akvarellmuseet. 

شغل آريل منصب رئيس متحف المدينة الفني في هلسنكي Helsingfors stads konstmuseum بين عامي 2001 و 2007 كما شغل منصب مدير متحف كياسما Kiasma في هلسنكي بين عامي 2007- 2009 .عمل مديراً للجنة المركزية للفنون في العام 2009 و التي تعتبر جزءً من وزارة التربية والتعليم و الثقافة.
كان بين العامين 2010-2011 مديراً للمؤسسة الثقافية السويدية Svenska Kulturfonden و عين في ال2011 مراقباً ورئيساً رسمياً للمتحف الوطني وقصر الأمير يوجين Nationalmuseum med Prins Eugens Waldemarsudde و مديراً للمتحف الوطني Nationalmuseum للفترة ما بين 2012 و 2017.

## روابط خارجية
nationalmuseum